# Bad Reichenhall
Bad Reichenhall – uzdrowiskowe miasto powiatowe w Niemczech, w kraju związkowym Bawaria, w rejencji Górna Bawaria, w regionie Südostoberbayern, siedziba powiatu Berchtesgadener Land. Otoczone jest ze wszystkich stron górami. Bad Reichenhall jest historycznym miejscem produkcji soli, znajdowała się tam warzelnia ze źródeł zawierających stężoną solankę (obecnie muzeum).
Najbliżej położone duże miasta: Monachium ok. 100 km na północny zachód, Wiedeń – ok. 200 km na południowy wschód i Praga – ok. 300 km na północny wschód. Bad Reichenhall leży niedaleko granicy niemiecko-austriackiej, a tym samym Salzburga.
Jedną ze specjalności Bad Reichenhall są czekoladki nazywane Mozartkugel (pol. Kulki Mozarta). Są to kuliste czekoladki z nadzieniem z pistacjowo-migdałowego marcepanu, oblanego nugatem, z zewnątrz ciemną czekoladą. Firma działająca od 1865 produkuje około 90% tego typu czekoladek w Niemczech.
25 kwietnia 1945 miasto zostało zbombardowane, zginęło wówczas 198 osób.
2 stycznia 2006 w Bad Reichenhall doszło do katastrofy budowlanej. Pod ciężarem śniegu zwalił się dach lodowiska. W katastrofie zginęło 15 osób (12 dzieci), a 34 osoby zostały ranne.
W mieście jest stacja kolejowa Bad Reichenhall.

## Demografia
Dane o ludności z 31 grudnia 2008:
| Opis                                | Ogółem | Ogółem | Kobiety | Kobiety | Mężczyźni | Mężczyźni |
| ----------------------------------- | ------ | ------ | ------- | ------- | --------- | --------- |
| Jednostka                           | osób   | %      | osób    | %       | osób      | %         |
| Populacja                           | 17 273 | 100    | 9444    | 54,67   | 7829      | 45,33     |
| Wiek przedprodukcyjny (0–17 lat)    | 2131   | 12,34  | 1019    | 5,9     | 1112      | 6,44      |
| Wiek produkcyjny (18–65 lat)        | 9826   | 56,89  | 5164    | 29,9    | 4662      | 26,99     |
| Wiek poprodukcyjny (powyżej 65 lat) | 5316   | 30,78  | 3261    | 18,88   | 2055      | 11,9      |

## Polityka
Nadburmistrzem miasta jest Herbert Lackner z CSU, rada miasta składa się z 24 osób.
|      | CSU | SPD | FW | Zieloni | FDP | Razem |
| 2008 | 10  | 3   | 6  | 4       | 1   | 24    |
| 2002 | 13  | 4   | 5  | 2       | –   | 24    |

## Osoby
Urodzeni w mieście
- Hermann Gassner Jr. (1988) – kierowca rajdowy
- Michael Neumayer (1979) – skoczek narciarski
- Anni Friesinger-Postma (1977) – łyżwiarka szybka
- Markus Eisenbichler (1991) – skoczek narciarski

Związani z miastem
- Maksymilian Gierymski – przebywał tutaj i zmarł na gruźlicę płuc
- Adam Stanisław Sapieha – zmarł tutaj.